# Radio Erzgebirge 107,7
Radio Erzgebirge 107,7 ist ein regionaler privater sächsischer Hörfunksender, der aus einem Studio in Oberwiesenthal sendet und in der Region rund um den Fichtelberg analog über UKW zu empfangen ist. Seinen Sendestart hatte Radio Erzgebirge 107,7 am 28. Juli 2001. Der Claim lautet: Radio Erzgebirge – Die Hits der 60er, 70er und 80er Jahre. RDS-fähige Radios erkennen den Sender mit dem Signal „RADIOERZ“. Hervorgegangen ist Radio Erzgebirge aus Radio Erzgebirge Oldie.fm, welches für die Erzgebirgsregion unter gleicher Frequenz ein Programm veranstaltete. Daher stammt auch noch der Senderclaim.

## Allgemeine Informationen
Radio Erzgebirge positioniert sich speziell auf der Radiofrequenz 107,7 MHz, die zum Sendernamen gehört. Der Sender ist von der Sächsischen Landesanstalt für privaten Rundfunk und neue Medien (SLM) in Leipzig, welche ebenso für die Überwachung und Aufsicht des Sender zuständig ist, als 24-Stundenprogramm lizenziert. Es überträgt jedoch außerhalb des eigenen Fensterprogramms das Mantelprogramm des Landessenders R.SA. Das Sendegebiet umfasst den Erzgebirgskreis. Jedoch strahlt der Sender auf 1214 m des Fichtelberges auch in die Regionen Chemnitz, Zwickau, Frankenberg und Freiberg. Die technische Reichweite beträgt zirka 1,3 Mio. Hörer. Speziell für die Region produzierte Sendungen, wie z. B. „Zwischen den Bergen“ oder „Grüß mal schön!“, besitzen einen eigenständigen regionalen Charakter und berichten gezielt über Ereignisse vor Ort. Zielgruppe des Senders sind Hörer zwischen 25 und 59 Jahren.
Das Fensterprogramm wird täglich zwischen 15 Uhr und 20 Uhr gesendet, sogenannte „Servicefenster“ werden jedoch bereits ab 6:00 Uhr ins Mantelprogramm eingestreut. Dazu gehören neben Nachrichten, Wetter- und Verkehrsservice auch Veranstaltungstipps für die Region, Schneewetterdienst und Wassertemperaturen saisonal für Freibäder und Wintersportgebiete.

## Sendefrequenzen
Der Sender ist vom Sender Fichtelberg aus mit 2 kW Leistung analog auf 107,7 MHz empfangbar, was aufgrund der Richtcharakteristik einen Senderadius von bis zu 50 km in Hauptsenderichtung ermöglicht, sowie auf zahlreichen Kabelfrequenzen innerhalb des Sendegebiets. Es gibt keinen eigenständigen Livestream des Fensterprogramms im Internet.